# Dryadaula orientalis
Dryadaula orientalis is een vlinder uit de familie Dryadaulidae. De wetenschappelijke naam van deze soort is voor het eerst voorgesteld  door Jinhyeong Park en Sadahisa Yagi in een publicatie uit 2024.

## Verspreiding
De soort komt voor in Japan (Honshu, Shikoku, Kyushu).

## Biologie
De vlinders vliegen van mei tot in september. De eitjes worden op dode bladeren gelegd van soorten van het geslacht Sasa.